# R-360 Neptun
L'R-360 Neptun (in ucraino Р-360 «Нептун»?) è un missile da crociera antinave ucraino sviluppato dall'Ufficio Statale di Progettazione "Luch" di Kiev (Державне Київське конструкторське бюро «Луч»).
Il Neptun, il cui design è basato sul missile antinave sovietico Kh-35, con portata ed elettronica significativamente migliorate, è progettato per colpire e affondare navi da guerra o mercantili con un dislocamento massimo di 5 000 tonnellate, anche se in navigazione all'interno di flotte.
Il missile è entrato in servizio presso la marina militare ucraina nel marzo 2021, assieme ai complessi missilistici costieri, denominati RK-360MC Neptun, di cui fa parte.

## Sviluppo
La produzione del missile, svelato per la prima volta al pubblico nel 2015 in un'esposizione tenutasi a Kiev, è iniziata nella primavera del 2016 ad opera di un consorzio di imprese ucraine tra cui figurano la Artem Luch GAhK, la Motor Sich, la Pivdenne YuMZ PivdenMash, la Lviv LORTA e altre ancora.
I primi test del sistema sono stati condotti il 22 marzo 2016, alla presenza del Segretario del Consiglio per la sicurezza e la difesa nazionale dell'Ucraina (CSDN), Oleksandr Turčynov. A metà del 2017, i Neptun sono stati testati in concomitanza con le prove del lanciarazzi multiplo Vil'cha. Tuttavia, a differenza di quelli del Vil'cha, i risultati dei test e le capacità del Neptun non sono stati resi noti.
Secondo il servizio stampa del CSDN, i primi test di volo riusciti del sistema hanno avuto luogo il 30 gennaio 2018. Il 17 agosto 2018, il missile ha colpito con successo un bersaglio a una distanza di 100 chilometri durante un lancio di prova avvenuto nel sud dell'oblast' di Odessa, mentre ulteriori test positivi sono stati condotti, sempre nei pressi di Odessa, il 6 aprile 2019. Stando a quanto affermato dall'allora presidente ucraino Petro Oleksijovyč Porošenko, la consegna del sistema Neptun all'esercito ucraino era allora prevista per il dicembre 2019.
Dato che dopo il ritiro sia degli Stati Uniti d'America che della Federazione Russa dal Trattato INF, l'Ucraina aveva annunciato di aver iniziato a prendere in considerazione lo sviluppo di missili da crociera a media gittata, gli analisti considerano il missile Neptun a lungo raggio uno dei passi compiuti verso tale traguardo.

## Impiego operativo
Il 13 aprile 2022, durante l'invasione russa dell'Ucraina iniziata poco meno di 50 giorni prima, fonti ucraine hanno affermato che l'incrociatore russo Moskva era stato colpito da due missili Neptun, provocando l'esplosione di alcune delle munizioni a bordo. Il ministero della difesa russo aveva in merito dichiarato, senza discutere la causa, che un incendio a bordo della nave aveva in effetti provocato l'esplosione di munizioni e che l'equipaggio era stato completamente evacuato. Il giorno dopo, lo stesso ministero ha poi riferito che la nave era affondata a causa delle avverse condizioni meteorologiche mentre veniva rimorchiata. 
Precedentemente, in base a quanto riportato da Oleksij Arestovyč, consigliere dell'ufficio della presidenza ucraina, il 3 aprile 2022 la fregata Admiral Essen sarebbe stata pesantemente danneggiata dalle forze armate ucraine come risultato di un attacco portato utilizzando missili antinave R-360 Neptun. Il 6 maggio 2022, la fregata Admiral Makarov è stata colpita probabilmente da missili Neptun vicino all'Isola dei Serpenti provocando un grosso incendio a bordo.

## Design

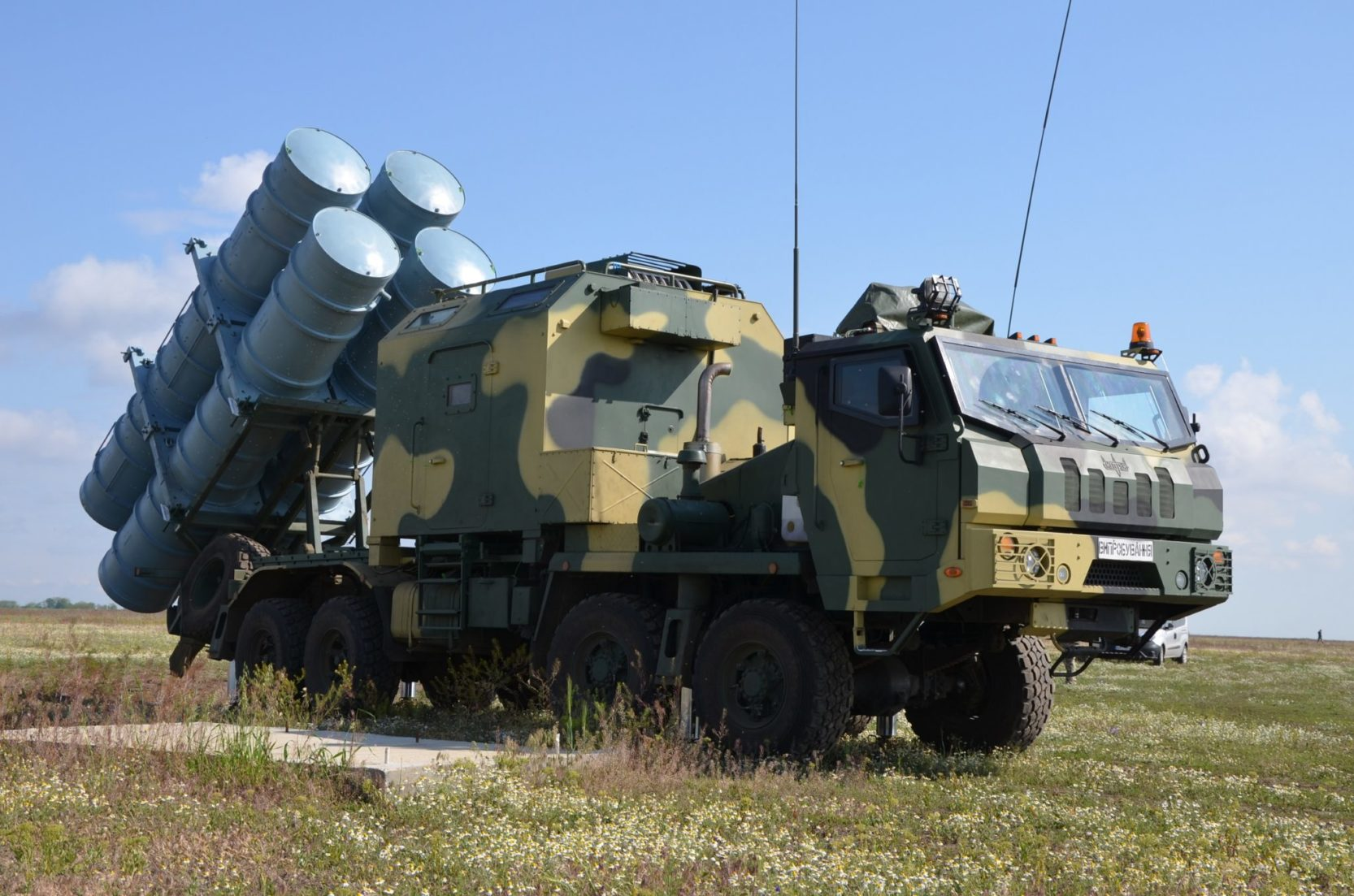
Missili montati sul lanciatore USPU-360, realizzato sul telaio di un KrAZ-7634NE.

Il R-360 Neptun è un missile lungo 5,05 metri e del diametro massimo di 380 mm, con alette rigide a forma di croce. I missili Neptun sono progettati per essere alloggiati in contenitori mobili per il trasporto e il lancio aventi dimensioni 5,30 x 0,60 x 0,60 metri e denominati TPK. Ogni missile, pesante circa 870 chilogrammi, di cui 150 costituiti dalla testata, ha una portata massima di circa 300 chilometri ed è spinto, al lancio, da un motore a razzo che condivide con il missile S-125, e, durante la fase di crociera, da un motore turbogetto MS-400.

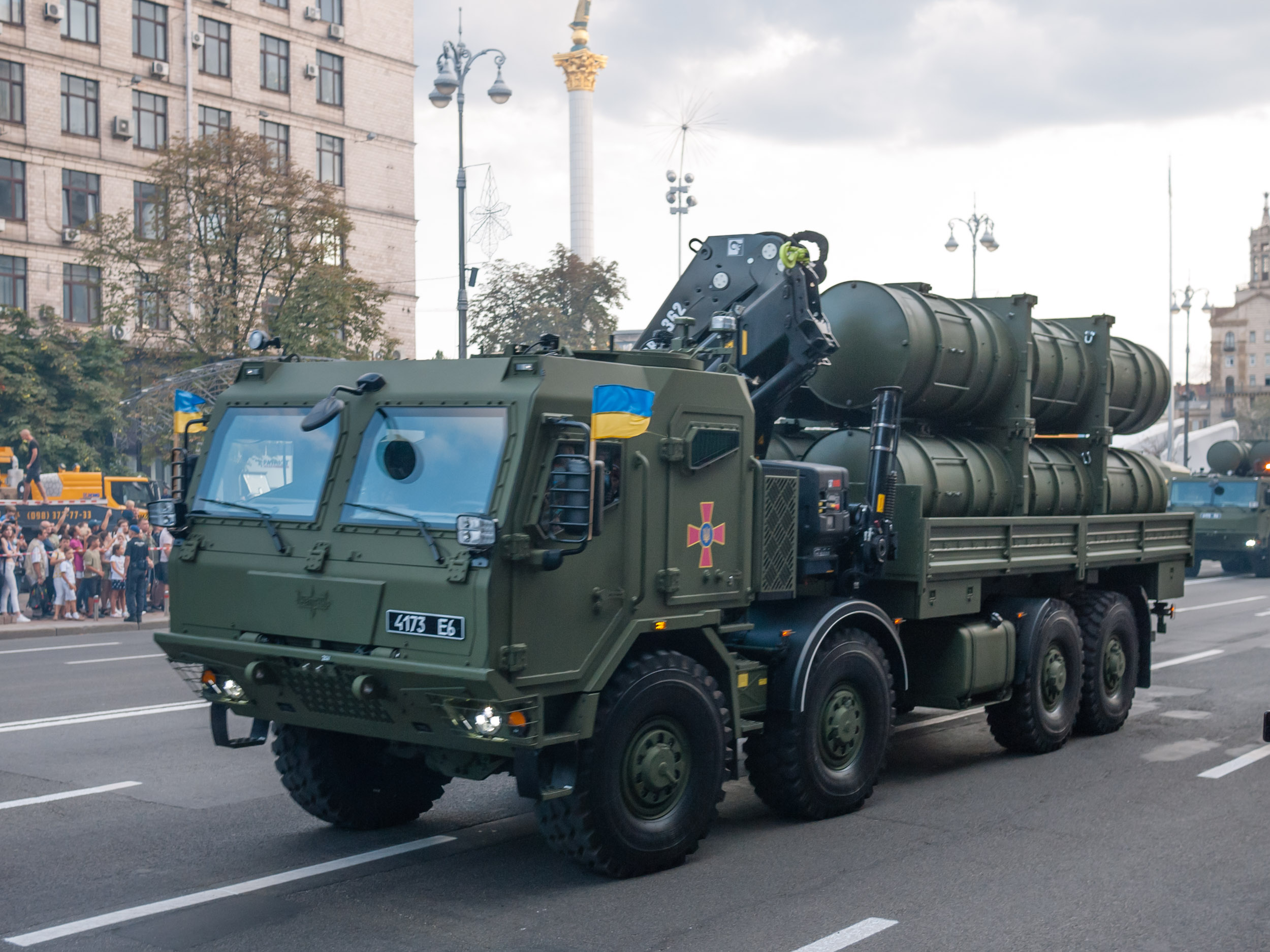
Il veicolo da trasporto e carico TZM-360.

Una volta schierato, un sistema di difesa costiera RK-360 MC Neptun comprende un lanciamissili mobile unificato USPU-360, basato sul telaio del veicolo KrAZ-7634H a quattro assi con 8 ruote motrici, che può lanciare quattro missili R-360 Neptun per volta, un veicolo di trasporto/ricarica TZM-360, progettato per lo stoccaggio temporaneo, il trasporto e il trasbordo di quattro missili nei loro rispettivi container, un veicolo di comando e controllo RCP-360 e un veicolo cargo speciale. Il sistema è progettato per funzionare fino a 25 chilometri nell'entroterra della costa.